# Tiến bộ kỹ thuật và công nghệ trong nông nghiệp Việt Nam
Tiến bộ kỹ thuật và công nghệ trong nông nghiệp Việt Nam, gọi chung là tiến bộ kỹ thuật, là những sản phẩm lần đầu tiên được tạo ra từ kết quả thực hiện nhiệm vụ khoa học và công nghệ; giải pháp kỹ thuật, giải pháp quản lý, giải pháp ứng dụng... được cơ quan có thẩm quyền công nhận theo quy định tại Quyết định số 86/2008/QĐ-BNN ngày 11/8/2008 của Bộ trưởng Bộ Nông nghiệp và Phát triển nông thôn về việc Ban hành Quy chế công nhận tiến bộ kỹ thuật và công nghệ mới của ngành Nông nghiệp và Phát triển nông thôn, và Thông tư số 13/2015/TT-BNNPTNT ngày 25/3/2015 về hướng dân trình tự, thủ tục công nhân tiến bộ kỹ thuật và công nghệ mới ngành Nông nghiệp và Phát triển nông thôn.

## Tiến bộ kỹ thuật trồng trọt
- Chương trình "Ba giảm, ba tằng"[3]
- Phương pháp cấy lúa hàng rộng - hàng hẹp
- Hệ thống thiết bị và quy trình sản xuất giống khoai tây bằng phương pháp khí canh (được cấp bằng độc quyền sáng chế tại Quyết định số 62896/QĐ-SHTT, ngày 11/11/2013 của Cục Sở hữu trí tuệ[4]).
- Hệ thống canh tác lúa cải tiến

## Tiến bộ kỹ thuật chăn nuôi

### Giống đà điểu
- Đà điểu Ostrich, nguồn gốc từ Châu Phi, loại chim lớn nhất trong các loài chim hiện còn tồn tại trên mặt đất; được Cục Chăn nuôi, Bộ Nông nghiệp và Phát triển Nông thôn công nhận là tiến bộ kỹ thuật tại Quyết định số 175/QĐ-CN-GSN ngày 16/10/2008.[5]

### Giống gà
- Gà ML-VCN (tổ hợp lai giữa gà Mía và gà Lương Phượng): là giống nuôi lấy thịt, được Trung tâm Nghiên cứu gia cầm Thụy Phương lai tạo; giống kèm theo quy trình sản xuất được Cục Chăn nuôi công nhận tiến bộ kỹ thuật tại Quyết định số 21/QĐ-CN-KHTC ngày 26/2/2014; ở 13 tuần tuổi, tỷ lệ nuôi sống đạt 97%, khối lượng đạt 1,6-1,8 kg/con, tiêu tốn thức ăn 2,77 kg/kg tăng trọng.
- Tổ hợp gà lai Redbro-TP: là gà thịt năng suất cao, được Trung tâm Nghiên cứu gia cầm Thụy Phương lai tạo; giống kèm theo quy trình sản xuất được Cục Chăn nuôi công nhận tiến bộ kỹ thuật tại Quyết định số 21/QĐ-CN-KHTC ngày 26/2/2014; có màu lông phù hợp với thị trường trong nước (giống màu lông Lương Phượng - Sasso), da vàng, mào cờ; ở 13 tuần tuổi, tỷ lệ nuôi sống đạt 97%, khối lượng đạt trên 2,2 kg/con, tiêu tốn thức ăn 2,55 kg/kg tăng trọng.
- Gà hướng trứng VCN/BT-AG1 được công nhận là tiến bộ kỹ thuật tại Quyết định số 269/QĐ – CN – GSN ngày 01/6/2015. Đây là giống gà có năng suất sinh sản cao, năng suất trứng/mái/72 tuần tuổi đạt 222 – 228 quả, tỷ lệ ấp nở cao, chất lượng trứng ngon, tỷ lệ lòng đỏ dạt 29,5%, vỏ trứng màu trắng hồng phù hợp với thị hiếu người tiêu dụng
- Gà VCN/TP – HA01, VCN/TP – HA02 được công nhận là tiến bộ kỹ thuật tại quyết định số 687/QĐ-CN-GSN ngày 07/10/2015. Đây là các giống gà có năng suất sinh sản cao, năng suất trứng/mái/72 tuần tuổi đạt 230 – 235 quả, tỷ lệ ấp nở cao, chất lượng trứng ngon, tỷ lệ lòng đỏ dạt 32%, vỏ trứng màu trắng hồng phù hợp với thị hiếu người tiêu dùng.
- Tổ hợp lai HAH: là gà thịt chất lượng cao, được Trung tâm thực nghiệm bảo tồn vật nuôi lai tạo; giống kèm theo quy trình sản xuất được Cục Chăn nuôi công nhận tiến bộ kỹ thuật tại Quyết định số 21/QĐ-CN-KHTC ngày 26/2/2014; nuôi thịt đến 12 tuần tuổi có tỷ lệ nuôi sống đạt 94,33%, khối lượng cơ thể đạt 1.167,07 gam/con, tiêu tốn thức ăn/kg tăng khối lượng cơ thể là 3,21 kg, tỷ lệ thân thịt đạt 74,82%.
- Tổ hợp lai gà Hồ - Lương Phượng
- Gà lông màu hướng thịt TP
- Gà Ri vàng rơm, gà Ri lai R1[6]
- Gà lai hướng trứng HA[7]

### Giống thủy cầm
- Vịt PT
- Vịt TC
- Vịt chuyên thịt M14
- Công nghệ thụ tinh nhân tạo sản xuất con lai giữa ngan và vịt được Cục Trưởng Cục chăn nuôi công nhận tiến bộ kỹ thuật tại Quyết định số 14/QĐ-CN-GSN ngày 20 tháng 01 năm 2009. So với sản xuất giống tự nhiên, thụ tinh nhân tạo ngan và vịt giúp: nâng cao tỷ lệ trứng có phôi từ dưới 50% lên 82%; tỷ lệ ấp nở đạt 82 – 85 % so với trứng có phôi; giảm 4 lần chi phí nuôi con đực so với giao phối tự nhiên (giao phối tự nhiên tỷ lệ đực cái là 1/5; tương ứng với thụ tinh nhân tạo là: 1/20); hệ số nhân giống nhanh, hạn chế sự lây lan dịch bệnh cho quần thể. Sản phẩm con lai đạt năng suất, chất lượng cao: Con lai ngan vịt nhanh lớn hơn vịt và ngan (siêu trội), tiêu tốn thức ăn thấp; tuổi giết thịt ngắn hơn ngan; thịt ngon hơn thịt vịt, trắng hơn thịt ngan, tỷ lệ mỡ thấp; khối lượng con đực và con cái chênh lệch nhau ít (ở ngan thuần chủng, khối lượng ngan cái chỉ bằng 60% ngan đực trong cùng điều kiện và thời gian nuôi); sử dụng con lai nhồi béo lấy gan nâng cao giá trị sản phẩm lên nhiều lần[8][9].
- Công nghệ nhồi béo con lai ngan vịt lấy gan được Cục Trưởng Cục chăn nuôi công nhận tiến bộ kỹ thuật tại Quyết định số 14/QĐ-CN-GSN ngày 20 tháng 01 năm 2009. Con lai ngan vịt không những dùng để nuôi lấy thịt mà còn vỗ béo lấy gan. Khi 13 tuần tuổi, chỉ cần nuôi cưỡng bức 2 tuần khối lượng gan của con lai ngan vịt đạt 330 - 600 gam/con (501 – 671g trong mùa thu và 330-357 g ở mùa hè), tăng gấp 4,5 - 7,5 lần trước khi nuôi cưỡng bức (khối lượng gan bình quân của con lai ngan vịt trước khi vỗ béo là 80 gam/con). Sản phẩm gan béo cho tỷ lệ nước của gan béo 54,79%, thấp hơn gan thường (80,87%); tỷ lệ mỡ thô của gan béo đạt 30,07%, trong khi đó tỷ lệ này ở gan thường là 2,27%.[9][10][11]
- Vịt VSM4, VSM2212, VSM1727[12]

### Giống lợn

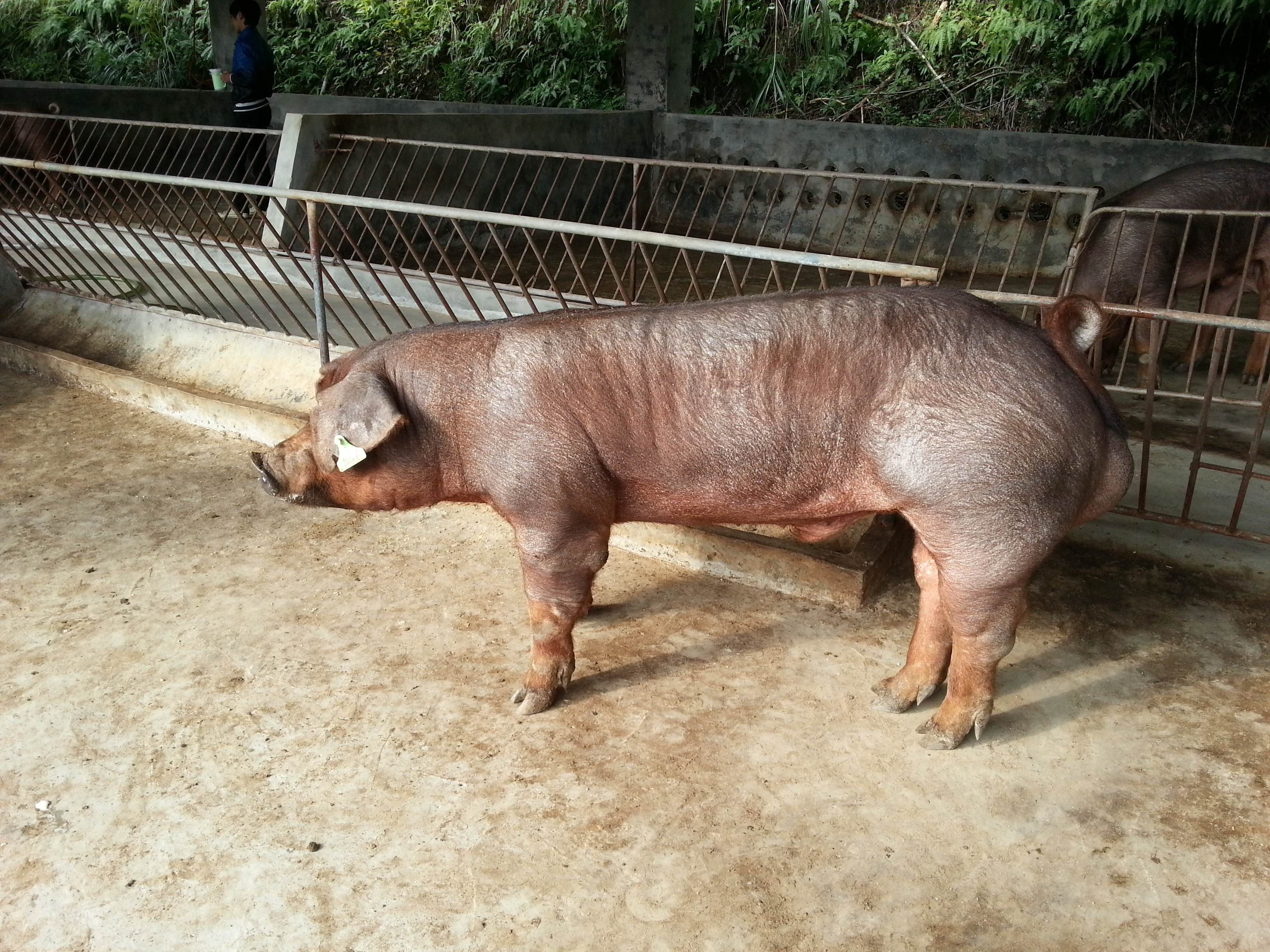
Một con lợn đực Duroc

- Một con lợn đực DurocLợn đực giống Pietrain kháng stress nhân thuần tại Việt Nam được Bộ Nông nghiệp và Phát triển nông thôn công nhận là tiến bộ kỹ thuật công nghệ mới, áp dụng trong toàn quốc tại Quyết định số 290/QĐ-CN-GSN ngày 14 tháng 11 năm 2011[13].
- Giống lợn nái cao sản nái lai F1 (Landrace, Yorkshire), F1 (Yorkshire, Landrace): do Viện Khoa học kỹ thuật Nông nghiệp Miền Nam chọn tạo, được Cục chăn nuôi công nhận là tiến bộ kỹ thuật tại Quyết định số 185/QĐ-CN-GSN ngày 30/10/2008, sử dụng làm nái nền trong sản xuất lợn thương phẩm chất lượng cao[14][15].
- Lợn đực giống PiDu (con lai giữa lợn Pietrank với lợn Duroc) là đực giống cuối tạo con lai thương phẩm, được Cục Chăn nuôi công nhận tiến bộ kỹ thuật tại các Quyết định số 321/QĐ-CN-GSN ngày 27/11/2009.[16]

### Dinh dưỡng vật nuôi
- Xử lý rơm tươi bằng urê làm thức ăn cho trâu bò, của nhóm tác giả Nguyễn Xuân Trạch, Bùi Quang Tuấn, Mai Thị Thơm, Nguyễn Thị Tú, Lê Văn Ban, Nguyễn Hùng Sơn, Bùi Thị Bích Tiếp. Quyết định công nhận tiến bộ kỹ thuật số 117/QĐ-CN-GSL ngày 30 tháng 5 năm 2013[17].
- Tảng đá liếm cung cấp khoáng cho vật nuôi

### Xử lý môi trường chăn nuôi

#### Công trình khí sinh học (biogas)
| TT | Tên tiến bộ kỹ thuật                                                      | Quyết định công nhận                      |
| 1  | Công trình Khí sinh học KT1, KT2                                          | Quyết định 3194/QĐ-BNN-CN ngày 11/8/2015  |
| 2  | Mẫu công trình khí sinh học cỡ nhỏ EQ1 và EQ2                             | Quyết định 50/QĐ-CN-MTCN ngày 29/3/2010   |
| 3  | Bình lọc Hydro Sulfide (H2S), ký hiệu PT22 và PT220                       | Quyết định 50/QĐ-CN-MTCN ngày 29/3/2010   |
| 4  | Công trình khí sinh học bằng vật liệu composite Quang Huy                 | Quyết định 182/QĐ-CN-MTCN ngày 17/9/2010  |
| 5  | Công trình khí sinh học bằng vật liệu composite Hưng Việt                 | Quyết định 07/QĐ-CN-KHTC ngày 24/01/2011  |
| 6  | Công trình khí sinh học cỡ nhỏ bằng vật liệu composite Môi trường xanh    | Quyết định 199/QĐ-CN-MTCN ngày 13/7/2012  |
| 7  | Thiết bị khí sinh học cỡ nhỏ bằng vật liệu composite KT3C                 | Quyết định 82/QĐ-CN-MTCN ngày 16/4/2013   |
| 8  | Công trình khí sinh học quy mô nhỏ KT31                                   | Quyết định 436/QĐ-CN-MTCN ngày 10/11/2014 |
| 9  | Công trình khí sinh học bằng nhựa tái sinh Môi trường Xanh                | Quyết định 503/QĐ-CN-MTCN ngày 29/12/2014 |
| 10 | Công trình khí sinh học composite Thành Đạt (mẫu TDC1; TDC2; TDC3; TDC3+) | Quyết định 938/QĐ-CN-MTCN ngày 30/12/2015 |
| 11 | Mẫu thiết bị khí sinh học bằng vật liệu composite KT3C2                   | Quyết định 81/QĐ-CN-MTCN ngày 03/02/2016  |
| 12 | Thiết bị khí sinh học bằng vật liệu composite Hoàng Gia HGV3              | Quyết định 82/QĐ-CN-MTCN ngày 03/02/2016  |

#### Chế phẩm sinh học
| TT | Tên chế phẩm sinh học                                                                       | Công dụng | Quyết định công nhận                         |
| 1  | Chế phẩm vi sinh vật hữu hiệu EMINA phục vụ xử lý môi trường chăn nuôi                      | Xử lý môi trường chăn nuôi giảm lượng khí độc H2S, NH3, giảm các vi sinh vật có hại trong không khí chuồng nuôi, giảm lượng BOD, COD trong nước thải chuồng nuôi lợn, gia cầm, bò, tăng cường khả năng chống chịu của vật nuôi. | Quyết định số 174/QĐ-CN-MTCN ngày 6/9/2010   |
| 2  | Chế phẩm sinh học BALASA N01 và Quy trình sử dụng để làm đệm lót sinh học chăn nuôi lợn, gà | Làm đệm lót sinh học và xử lý chất thải trong chăn nuôi | Quyết định số 263/QĐ-CN-MTCN ngày 9/10/2013  |
| 3  | Chế phẩm sinh học BIOPAD dùng xử lý môi trường trong chăn nuôi                              | Sản phẩm chứa tập hợp các loại vi sinh vật bản địa nguồn gốc tự nhiên, có tác dụng phân hủy chất thải của lợn và gà, làm đệm lót sinh học nhằm giảm thiểu mùi hiệu quả, góp phần bảo vệ môi trường và hệ sinh thái              | Quyết định số 688/QĐ-CN-MTCN ngày 07/10/2015 |

### Bể tự hoại
- Bể Bast

## Tiến bộ kỹ thuật lâm nghiệp
- "Quy trình sản xuất nấm rễ nội cộng sinh AM (A. mycorrhiza) invitro dạng bột cho cây lâm nghiệp" [18]

## Tiến bộ kỹ thuật trong thủy sản
- Công nghệ Biofloc